# Riksdagspartiernas medlemsutveckling
I Sveriges riksdag finns sedan valet 2010 åtta politiska partier. Partier är i Sverige ideella föreningar, och som sådana utgörs och styrs de av medlemmar. Nedanstående tabell redogör för de nuvarande riksdagspartiernas historiska medlemsutveckling. Siffrorna avser antalet medlemmar vid respektive årsskifte från och med 1991/92. Därutöver anges, för historisk jämförelse, tre äldre datapunkter: 1962, 1970 respektive 1979.
Medlemsregistren för ett politiskt parti är enligt EU:s dataskyddsförordning (i Sverige kompletterad av Lag (2018:218) med kompletterande bestämmelser till EU:s dataskyddsförordning) hemliga, varför någon oberoende granskning av siffrorna inte görs. Samtliga uppgifter kommer därför antingen direkt eller indirekt från respektive parti.

## Tabell
| År (31 dec) | Socialdemokraterna(S) | Moderaterna(M) | Sverigedemokraterna(SD) | Kristdemokraterna(KD) | Centerpartiet(C) | Vänsterpartiet(V) | Liberalerna(L) | Miljöpartiet(MP) | Summa     |
| ----------- | --------------------- | -------------- | ----------------------- | --------------------- | ---------------- | ----------------- | -------------- | ---------------- | --------- |
| 1962        | 836 000               | 199 000        | -                       | -                     | 138 000          | 25 000            | 108 000        | -                | 1 346 000 |
|             |                       |                |                         |                       |                  |                   |                |                  |           |
| 1970        | 907 000               | 129 000        | -                       | 14 587                | 182 000          | 16 000            | 94 000         | -                | 1 343 000 |
| 1979        | 1 198 000             | 149 000        | -                       | 22 439                | 141 344          | 17 000            | 55 000         | -                | 1 582 000 |
|             |                       |                |                         |                       |                  |                   |                |                  |           |
| 1991        | 260 346               | 116 497        | okänt                   | 28 768                | 163 105          | 11 821            | 37 869         | 6 900            | 625 306   |
| 1992        | 261 605               | 108 022        | okänt                   | 28 929                | 153 369          | 11 104            | 34 404         | 6 400            | 603 833   |
| 1993        | 259 888               | 98 518         | ca 320                  | 27 693                | 145 074          | 10 691            | 31 113         | 5 300            | 578 277   |
| 1994        | 259 191               | 93 748         | ca 360                  | 27 041                | 136 466          | 10 700            | 28 854         | 6 500            | 562 500   |
| 1995        | 228 428               | 86 572         | okänt                   | 25 328                | 128 048          | 11 313            | 26 201         | 5 600            | 511 490   |
| 1996        | 202 718               | 84 896         | okänt                   | 23 505                | 117 072          | 11 652            | 24 387         | 6 950            | 471 180   |
| 1997        | 188 904               | 88 751         | okänt                   | 22 793                | 108 271          | 11 916            | 23 785         | 7 500            | 451 920   |
| 1998        | 177 316               | 88 731         | okänt                   | 23 504                | 107 406          | 13 097            | 22 932         | 7 900            | 440 886   |
| 1999        | 164 008               | 79 847         | okänt                   | 23 798                | 92 363           | 13 589            | 21 781         | 7 285            | 402 671   |
|             |                       |                |                         |                       |                  |                   |                |                  |           |
| 2000        | 156 233               | 76 732         | okänt                   | 24 005                | 85 464           | 13 504            | 20 665         | 6 918            | 383 521   |
| 2001        | 152 118               | 77 603         | okänt                   | 24 615                | 82 902           | 13 868            | 19 844         | 6 701            | 377 651   |
| 2002        | 152 402               | 69 672         | okänt                   | 25 861                | 79 456           | 14 163            | 20 928         | 8 011            | 370 493   |
| 2003        | 143 571               | 60 495         | 1 400                   | 25 284                | 76 585           | 13 411            | 20 382         | 7 483            | 348 611   |
| 2004        | 136 335               | 56 988         | okänt                   | 24 479                | 51 000           | 11 907            | 20 495         | 7 178            | 308 382   |
| 2005        | 124 798               | 59 272         | okänt                   | 24 202                | 47 783           | 10 700            | 21 238         | 7 249            | 295 242   |
| 2006        | 120 091               | 59 501         | 2 523                   | 25 047                | 47 866           | 11 076            | 20 686         | 9 543            | 296 333   |
| 2007        | 101 158               | 53 117         | 2 913                   | 24 009                | 45 773           | 10 700            | 18 678         | 9 045            | 265 393   |
| 2008        | 100 639               | 54 858         | 3 626                   | 22 919                | 43 211           | 10 700            | 17 799         | 9 110            | 262 862   |
| 2009        | 103 027               | 55 316         | 4 094                   | 22 320                | 37 340           | 8 535             | 17 875         | 10 635           | 259 142   |
|             |                       |                |                         |                       |                  |                   |                |                  |           |
| 2010        | 105 626               | 59 981         | 5 846                   | 22 382                | 35 130           | 11 030            | 18 100         | 15 544           | 273 639   |
| 2011        | 103 203               | 43 474         | 5 343                   | 21 623                | 33 859           | 11 246            | 16 910         | 14 648           | 250 306   |
| 2012        | 99 484                | 41 213         | 7 890                   | 21 007                | 32 230           | 12 274            | 16 411         | 13 354           | 243 863   |
| 2013        | 97 396                | 52 515         | 11 876                  | 20 481                | 28 853           | 13 807            | 16 441         | 13 760           | 255 129   |
| 2014        | 101 674               | 52 260         | 15 871                  | 21 148                | 28 988           | 18 423            | 15 283         | 20 214           | 273 861   |
| 2015        | 96 065                | 47 330         | 23 200                  | 21 118                | 28 531           | 14 264            | 17 127         | 16 735           | 264 370   |
| 2016        | 89 000                | 45 053         | 24 412                  | 20 382                | 27 556           | 16 793            | 14 062         | 13 689           | 250 947   |
| 2017        | 89 010                | 45 535         | 28 340                  | 20 137                | 29 107           | 17 645            | 15 390         | 10 719           | 255 883   |
| 2018        | 95 000                | 48 138         | 30 202                  | 21 348                | 29 066           | 25 227            | 15 774         | 12 418           | 277 173   |
| 2019        | 90 273                | 45 302         | 31 864                  | 25 688                | 26 000           | 23 988            | 14 139         | 10 588           | 268 135   |
|             |                       |                |                         |                       |                  |                   |                |                  |           |
| 2020        | 75 000                | 40 602         | 33 207                  | 24 894                | 24 445           | 23 872            | 12 179         | 9 530            | 243 729   |
| 2021        | 77 000                | 42 887         | 34 076                  | 24 294                | 24 568           | 28 783            | 11 400         | 10 073           | 253 081   |
| 2022        | 80 000                | 49 768         | 35 766                  | 25 165                | 22 752           | 31 427            | 11 149         | 14 778           | 270 805   |
| 2023        | 78 257                | 46 501         | 30 426                  | 23 707                | 20 377           | 26 942            | 9 799          | 12 877           | 248 886   |
| 2024        | 78 161                | 47 916         | 33 290                  | 21 910                | 19 430           | 24 453            | 9 143          | 13 511           | 247 814   |
| År (31 dec) | Socialdemokraterna(S) | Moderaterna(M) | Sverigedemokraterna(SD) | Kristdemokraterna(KD) | Centerpartiet(C) | Vänsterpartiet(V) | Liberalerna(L) | Miljöpartiet(MP) | Summa     |